# Бурела
Бурела (гал. Burela, ісп. Burela) — муніципалітет в Іспанії, у складі автономної спільноти Галісія, у провінції Луго. Населення — 9381 осіб (2009).
Муніципалітет розташований на відстані близько 470 км на північний захід від Мадрида, 70 км на північ від Луго.
Муніципалітет складається з таких паррокій: Бурела.

## Демографія
Динаміка населення (INE ):

## Галерея зображень

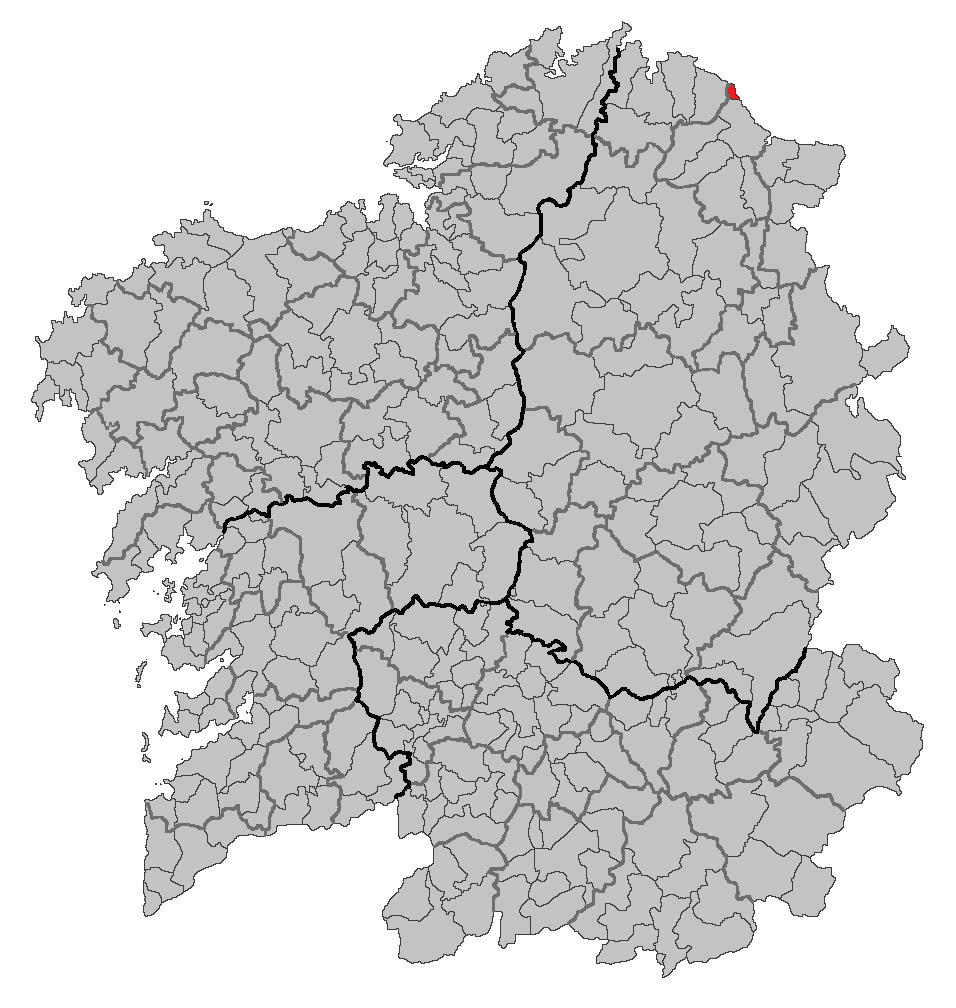
Розташування муніципалітету
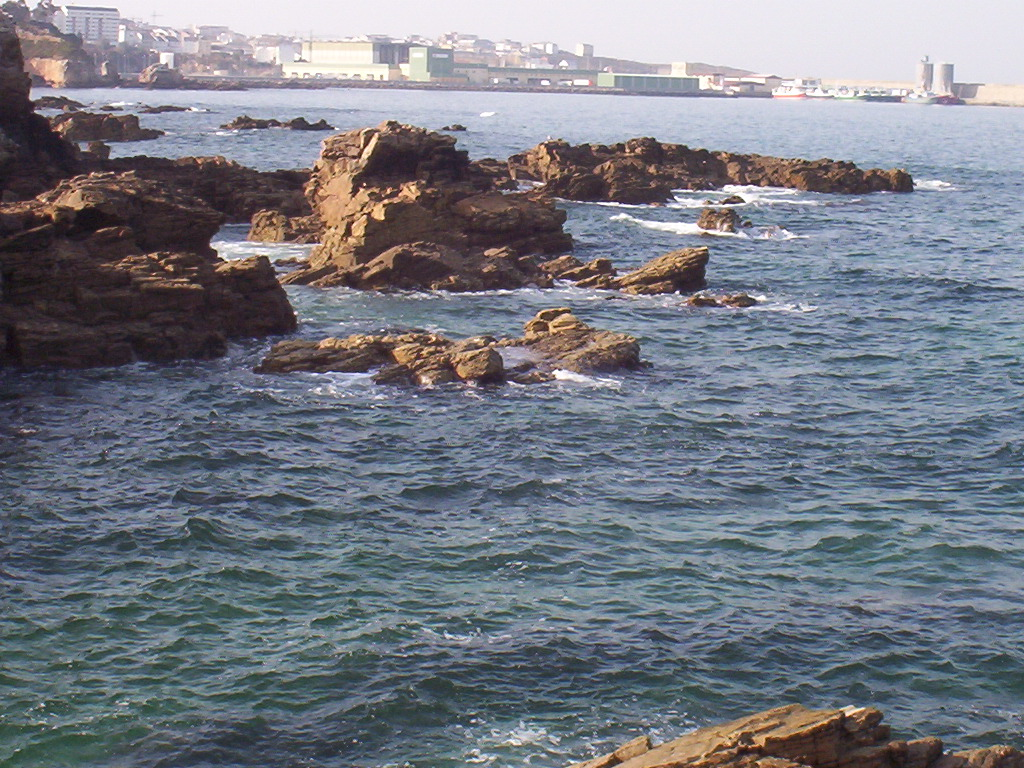
Порт міста Бурела

## Парафії
Муніципалітет складається з таких парафій: 

## Релігія
Бурела входить до складу Лугоської діоцезії Католицької церкви.